# Roksan Xerxes
Roksan Xerxes (часто скорочується до Xerxes) — програвач грамплатівок, названий на честь перського царя Ксеркса I і вироблений лондонською компанією Roksan Audio. Розроблений співзасновником Roksan Тураєм Могаддамом (англ. Touraj Moghaddam), Xerxes є програвачем з ремінним приводом. Випущений 1985 року, якість звучання зробило цей продукт сильним конкурентом визнаному лідеру галузі Linn Sondek LP12. Багато рецензентів використовують «Xerxes» як еталонний програвач.

## Виробництво
Серійна версія «Ксеркса» називається «Xerxes.20plus», що пов'язується з 20-річчям запуску у 2005 році.